# Alshus
Alshus (eller Buskogen) är en tidigare tätort i Fredrikstads kommun i Østfold fylke i sydöstra Norge. Orten ligger vid sidan av fylkesväg 108, på ön Kråkerøy, söder om staden Fredrikstad. Den hade 1 401 invånare 2017.
Sedan 2020 räknas bebyggelsen i orten som en del av tätorten Fredrikstad/Sarpsborg.
Tidigare har orten tillhört dåvarande Kråkerøy kommun.

### Webbkällor
- ”Alshus”. Store norske leksikon. http://snl.no/Alshus. Läst 25 april 2012.